# Canvi de paradigma
Un canvi de paradigma és, segons el filòsof de la ciència Thomas Kuhn en el seu influent llibre L'estructura de les revolucions científiques (1962), un canvi en els supòsits bàsics, o paradigmes, dins de la teoria dominant de la ciència.

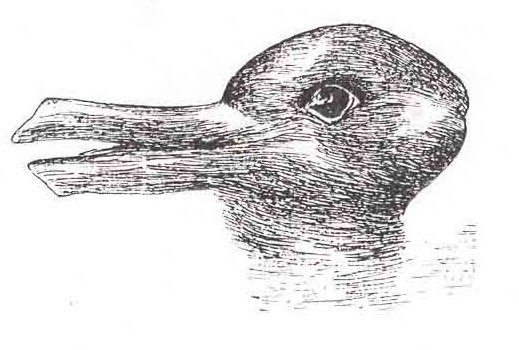
Kuhn va fer servir la il·lusió òptica de l'ànec-conill per demostrar la manera com un canvi de paradigma podia provocar que la mateixa informació es veiés de forma totalment diferent.

Segons Kuhn, «Un paradigma és el que els membres d'una comunitat científica, i només ells, comparteixen». A diferència d'un investigador científic, Kuhn sostenia que «un estudiant d'humanitats té davant seu una sèrie de solucions competitives i incommensurables a aquests problemes, solucions que en darrer terme ha d'examinar per si mateix». Quan un canvi de paradigma s'ha completat, un científic no pot, per exemple, rebutjar la teoria dels gèrmens i plantejar la possibilitat que el miasma causa les malalties o rebutjar la física moderna i l'òptica postulant que l'èter transporta la llum. Per contra, un teòric social pot adoptar una sèrie de postures (per exemple, crítica marxista, crítica freudiana, desconstrucció o crítica literària), que poden estar més o menys en voga durant un període determinat, però que són totes considerades legítimes.
Des de la dècada del 1960, el terme també s'ha utilitzat en nombrosos contextos no científics per a descriure un canvi profund en un model fonamental o en la percepció d'esdeveniments, tot i que Kuhn va restringir l'ús de la paraula a les «ciències dures». S'ha comparat amb una forma estructurada de Zeitgeist.